# لفزازرة (امسيلة)
لفزازرة هي إحدى مشيخات المملكة المغربية، تتبع جغرافيا لإقليم تازة وإداريًا لامسيلة. يقدر عدد سكانها بـ 1564 نسمة حسب الإحصاء الرسمي للسكان والسكنى لسنة 2004.